# Shirō Yabu
Shirō Yabu (藪 司郎, Yabu Shirō) est un universitaire japonais spécialiste des langues parlées en Birmanie, professeur émérite à l'université d'Osaka. Il rejoint le département de langue birmane de l'université d'Osaka en 1982 comme professeur assistant et y enseigne jusqu'en 2009.

## Publications
- Yabu, Shirō 藪 司郎 (1970) ビルマ語における数の範疇について: 複数助詞の用法を中心に On the Category of Number in the Burmese Language. 東南アジア研究 7.4: 504-526.
- Yabu, Shirō 藪 司郎 (1980). "ビルマ語ヨー方言の資料 Birumago Yō hōgen no shiryō / Linguistic Data of the Yaw Dialect of the Burmese Language." アジア・アフリカ言語文化研究 Ajia Afurika gengo bunka kenkyū / Journal of Asian and African Studies 19: 164-182.
- Yabu, Shirō 藪 司郎 (1981a). "ビルマ語タウンヨウ方言の資料 Birumago Taunyou hōgen no shiryō / Linguistic Data of the Taung'yo Dialect of the Burmese Language." アジア・アフリカ言語文化研究 Ajia Afurika gengo bunka kenkyū / Journal of Asian and African Studies 21: 154-187.
- Yabu, Shirō 藪 司郎 (1981b). "ビルマ語ダヌ方言の会話テキスト Birumago Danu hōgen no kaiwa tekisuto  / Conversational Texts of the Danu Dialect of Burmese." アジア・アフリカ言語文化研究 Ajia Afurika gengo bunka kenkyū / Journal of Asian and African Studies 22: 124-138.
- Yabu, Shirō 藪 司郎 (1982). アツィ語基礎語彙集 / Atsigo kiso goishū / Classified dictionary of the Atsi or Zaiwa language (Sadon dialect) with Atsi, Japanese and English indexes. Tokyo: 東京外国語大学アジア・アフリカ言語文化研究所 Tōkyō Gaikokugo Daigaku Ajia Afurika Gengo Bunka Kenkyūjo. (reviewed by Yasutoshi YUKAWA in Gengo Kenkyu 84(1983): 153-155.)
- Yabu, Shirō 藪 司郎 (1987). "The Lashi Language of Burma: a brief description." Burma and Japan: basic studies on their cultural and social structure. Tokyo: Toyota Foundation. 47-53.
- Yabu, Shirō 藪 司郎 (1988). "A preliminary report on the study of the Maru, Lashi and Atsi languages of Burma." Yoshiaki Ishizawa (ed.), Historical and cultural studies in Burma, 65-132. Tokyo: Institute of Asian Studies, Sophia University.
- Yabu, Shirō 藪 司郎 (2001). "The distribution of minority languages, together with their change, in Burma and its adjacent areas." 池田 巧編  『論集：東・東南アジアの少数言語の現地調査』 Preliminary Reports on Minority Languages in East and Southeast Asia. Osaka: Endangered languages of the Pacific rim. 19-26.
- Yabu, Shirō 藪 司郎 (2003). The Hpun language endangered in Myanmar.  Osaka: Osaka University of Foreign Studies.
- Yabu, Shiro 藪 司郎 (2006). 古ビルマ語資料におけるミャゼディ碑文<1112年>の古ビルマ語 / Kobirumago shiryō ni okeru myazedi hibun senhyakujūninen no kobirumago ōbī   / Old Burmese (OB) of Myazedi inscription in OB materials.  Osaka: Osaka University of Foreign Studies.

## Source de la traduction
- (en) Cet article est partiellement ou en totalité issu de l’article de Wikipédia en anglais intitulé « Shirō Yabu » (voir la liste des auteurs).